# Jens Petersen (Rennfahrer)

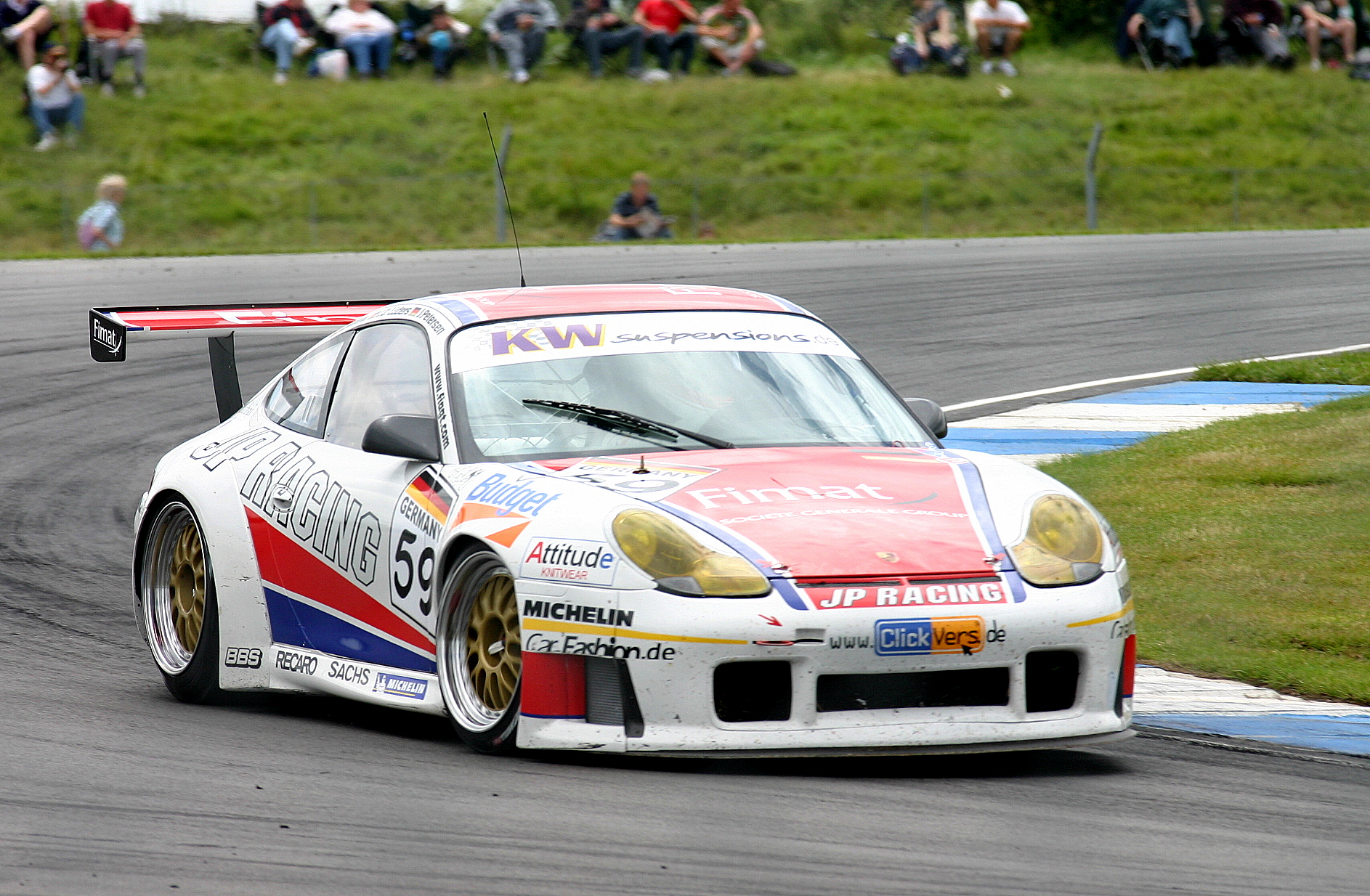
Der von Jens Petersen bei 500-km-Rennen von Donington 2004 gefahrene Porsche 996 GT3 RS

Jens Petersen (*  21. April 1963 in Meerbusch) ist ein ehemaliger deutscher Autorennfahrer.

## Karriere als Rennfahrer
Jens Petersen ist seit dem Beginn der 2000er-Jahre als GT- und Sportwagenpilot aktiv. Er fuhr in der European Le Mans Series und wurde 2011 Gesamtdritter in der Endwertung der FLM-Klasse.
2012 bestritt er das 24-Stunden-Rennen von Le Mans. Als Partner von Shinji Nakano und Bastien Brière beendete er das Rennen als 24. der Gesamtwertung.

## Statistik

### Le-Mans-Ergebnisse
| Jahr | Team                  | Fahrzeug | Teamkollege   | Teamkollege    | Platzierung | Ausfallgrund |
| ---- | --------------------- | -------- | ------------- | -------------- | ----------- | ------------ |
| 2012 | Boutsen Ginion Racing | Oreca 03 | Shinji Nakano | Bastien Brière | Rang 24     |              |

### Sebring-Ergebnisse
| Jahr | Team         | Fahrzeug    | Teamkollege | Teamkollege  | Platzierung            | Ausfallgrund |
| ---- | ------------ | ----------- | ----------- | ------------ | ---------------------- | ------------ |
| 2011 | Genoa Racing | Oreca FLM09 | Mike Guasch | Dane Cameron | Rang 9 und Klassensieg |              |